# In&phone

Logo von in&phone

in&phone SA war ein schweizerischer Mobilfunkbetreiber mit Sitz in Vevey.
Das Unternehmen besass seit dem 18. Dezember 2003 eine Lizenz für den Betrieb eines GSM-Mobilfunknetzes in der Schweiz. Seit Juni 2005 war in&phone aktiv im Schweizer Mobilfunkmarkt tätig. Das Telekommunikationsunternehmen bot ausschliesslich Mobilfunkdienstleistungen für Geschäftskunden an. Der Hauptsitz von in&phone befand sich in Vevey; weitere Niederlassungen befanden sich in Bern und Zürich.
Am 1. März 2012 wurde der Konkurs über das Unternehmen verhängt. Die Konzession lief am Ende des Jahres 2013 aus.

## Unternehmensgeschichte
- Oktober 2003: in&phone wird durch die Intelcom Holding gegründet. Kerngeschäft des neuen Unternehmens sollen GSM-Dienstleistungen für Geschäftskunden sein. in&phone bewirbt sich in der Folge um eine der zwei ausgeschriebenen GSM-Lizenzen.
- 18. Dezember 2003: in&phone erhält von der Eidgenössischen Kommunikationskommission (ComCom) eine Konzession für den Betrieb eines GSM-Mobilfunknetzes.
- Juni 2005: Markteintritt von in&phone
- 16. Januar 2006: in&phone unterzeichnet mit dem Schweizer Netzbetreiber Sunrise Communications ein Roaming-Abkommen, welche es Kunden von in&phone fortan ermöglicht, das Mobilnetz von sunrise landesweit mitzubenutzen.

## Das Mobilnetz
in&phone besass 29 Kanäle im Frequenzband DCS 1800. Das eigene Netz verwendete den Netzcode 228-07 und diente der lokalen Innen- und Aussenversorgung von Gebäudekomplexen und Firmengeländen. Die Mobilfunktechnik stammte von der Firma Siemens Communications, welche auch für Betrieb und Unterhalt des Systems zuständig war. Ausserhalb des eigenen Netzes konnten die Kunden von in&phone dank einer Roaming-Vereinbarung das Mobilnetz von Sunrise Communications mitbenutzen. Der Wechsel zwischen den beiden Netzen erfolgte dabei automatisch. Die vom Bundesamt für Kommunikation (BAKOM) zugewiesene Netzvorwahl für in&phone lautete 0773 (international: +41 773).